# Соціальна взаємодія
Соціа́льна взаємоді́я — це форма соціальних зв'язків, що реалізуються в обміні діяльністю, інформацією, досвідом, здібностями, уміннями, навичками та у взаємному впливі людей, соціальних спільнот; система взаємообумовлених соціальних дій, зв'язаних циклічною залежністю, при якій дія одного суб'єкта є одночасно причиною і наслідком у відповідь дій інших суб'єктів. 
Об’єктивною основою соціальної взаємодії є спільність чи розбіжність інтересів, близьких чи віддалених цілей, поглядів. Її посередниками, проміжними її ланками, наприклад у сфері праці, є знаряддя і предмети праці, матеріальні й духовні блага та досвід. 
Для позначення соціальної взаємодії в соціології використовується спеціальний термін «інтеракція». 
Інтеракція — динамічна взаємодія і співвідношення між двома чи більше змінними, коли величина однієї змінної впливає на величину інших змінних. Головна особливість соціальної взаємодії полягає в тому, що вона є процесом впливу індивідів один на одного. Інакше кажучи, у процесі взаємодії відбувається вплив свідомості, інтересів, потреб, поведінкових установок однієї людини на іншу та навпаки. Соціальні взаємодії за формами прояву є складнішими, ніж соціальні дії. До складу соціальних взаємодій входять окремі соціальні дії, статуси, ролі, відносини, символи тощо.